# Anisothecium javanicum
Anisothecium javanicum là một loài Rêu trong họ Dicranaceae. Loài này được (M. Fleisch.) Broth. mô tả khoa học đầu tiên năm 1924.